# Triumfetta albida
Triumfetta albida là một loài thực vật có hoa trong họ Cẩm quỳ. Loài này được (Domin) Halford miêu tả khoa học đầu tiên năm 1997.